# Who Knows Who
"Who Knows Who" é uma canção da banda inglesa de rock Muse em colaboração com o grupo de hip hop The Streets. Nunca foi intenção deles divulgar a música mas ela acabou vazando em 2 de agosto de 2008 em vários fórum de discussão pela internet do Muse.

## História
O primeiro contato entre o Muse e o The Streets ocorreu quando o baixista do Muse Christopher Wolstenholme machucou o pulso jogando futebol pouco antes do V Festival de 2004 e teve de ser substituído pelo baixista do The streets, Morgan Nicholls, mas as duas bandas só dividiram um palco em 2006 na Reading and Leeds Festivals. Depois de tocarem juntos em alguns festivais, Matthew Bellamy, líder do Muse, confirmou que a banda preparava uma colaboração com o vocalista do The streets, Mike Skinner. Mas logo que a música foi gravada ela acabou vazando num fansite do Muse.
Após muita pressão, o Muse divulgou que a música "Who Knows Who" era mesmo uma colaboração entre o Muse e o The streets. A música foi oficialmente lançada então em um vinil do lançamento do Single do Muse "Uprising" no álbum The Resistance e foi bem recebida pelos fãs.

## Pessoal
- Mike Skinner – vocal
- Matthew Bellamy – guitarra
- Christopher Wolstenholme – baixo
- Dominic Howard – bateria

## Ligações Externas
- Muse official website
- The Streets official website
- Muselive